# Babak Sandschani

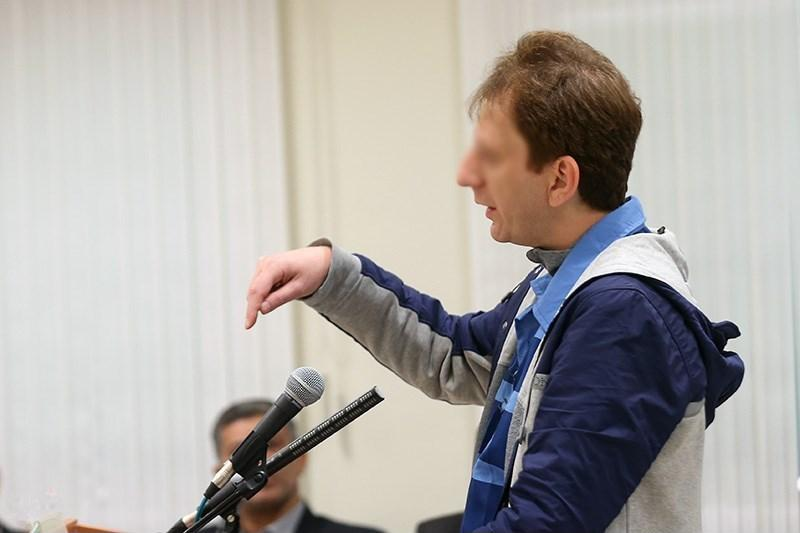
Sandschani am 1. November 2015 vor Gericht

Babak Morteza Sandschani (persisch بابک مرتضی زنجانی, international auch Babak Zanjani; * 21. März 1974 in Teheran) ist ein iranischer Multimilliardär und Unternehmer. Er besitzt laut Eigenangabe ein Vermögen von etwa zehn Milliarden Dollar. Sandschani wurde 2013 unter dem Vorwurf der Korruption im Iran inhaftiert, wegen Untreue (Unterschlagung von 2,7 Milliarden US-Dollar staatlicher Gelder) vor Gericht gestellt und im Jahr 2016 zum Tod verurteilt. Nachdem Sandschani sowohl den entstandenen Schaden zurückgezahlt als auch ein Viertel der Summe als Strafe an den Staat entrichtet hatte, wurde das Todesurteil im April 2024 aufgehoben und in 20 Jahre Haft umgewandelt.

## Leben und Verwicklungen mit der Türkei
Sandschani studierte an der Ägäis-Universität in der türkischen Hafenstadt Izmir. Seine Karriere begann er als Fahrer des iranischen Zentralbankchefs. Als Geschäftsmann erwarb er Qeshm Air auf der Insel Qeschm und den Fußballclub Rah Ahan. Sandschani ist Eigner der Unternehmensgruppe Sorinet.
Berichte, nach denen er einen dänischen Pass besitze, wies Sandschani 2013 zurück. Er sei nie in Dänemark gewesen, der Pass sei eine – zudem schlecht gemachte – Fälschung.
Während der Präsidentschaft von Mahmud Ahmadineschad 2005–2013 hatte Sandschani heimlich iranisches Erdöl für die Regierung verkauft und die Milliardenerlöse veruntreut. Die Geschäfte wurden über ein Netzwerk von mehr als 60 Unternehmen im Ausland, darunter der Türkei, Malaysia, den Vereinigten Arabischen Emiraten, Tadschikistan und der Volksrepublik China abgewickelt. In der Türkei umging er die Sanktionsliste der EU gegen den Iran, indem er zur Erdogan-Regierung Gold aus Ghana schmuggelte. Die Geschäfte tätigte er durch seinen Untergebenen Resa Sarrab, der in der Türkei als Ehepartner von Ebru Gündeş bekannt ist. Er hat so Gelder der staatlichen Nationaliranischen Ölkompanie (NIOC) veruntreut.
Die Anklagen wie gegen Sandschani wurden durch die türkischen Gerichte schließlich abgewiesen.
Sandschani befindet sich seit dem 30. Dezember 2013 im Iran in Haft. Am 6. März 2016 wurde er in erster Instanz von der 15. Kammer des Revolutionsgerichts in Teheran wegen „Verderbtheit auf Erden“ zum Tode verurteilt, wie Generalstaatsanwalt Gholamhossein Mohseni-Esche'i mitteilte. Sandschani bestreitet die Korruptionsvorwürfe und gibt an, die Weiterleitung des Geldes sei wegen der Sanktionen nicht möglich gewesen. Zusätzlich zu den Todesstrafen wurden Sandschani und zwei seiner Mitarbeiter zur Rückzahlung des entstandenen Schadens zuzüglich eines Viertels der Summe verurteilt.
Sandschanis Fluggesellschaft Qeshm Air wurde im Januar 2015 beschlagnahmt.